# Ковкениці
Ковкениці (рос. Ковкеницы) — присілок у Лодєйнопольському районі Ленінградської області Російської Федерації.
Населення становить 22 особи. Належить до муніципального утворення Лодєйнопольське міське поселення.

## Історія
Згідно із законом від 20 вересня 2004 року № 63-оз належить до муніципального утворення Лодєйнопольське міське поселення.

## Населення
| 1879 | 1885 | 1905 | 1939 | 1961 | 1997 | 2007 |
| ---- | ---- | ---- | ---- | ---- | ---- | ---- |
| 315  | ↗348 | ↗448 | ↘139 | ↘100 | ↘16  | ↘10  |
| 2010 |      |      |      |      |      |      |
| ↗22  |      |      |      |      |      |      |